# Biała Rawska Wąskotorowa
Biała Rawska Wąskotorowa – wąskotorowa stacja kolejowa w Białej Rawskiej, w województwie łódzkim, w Polsce. Obsługuje ruch turystyczny.
Jest to stacja końcowa Kolei Wąskotorowej Rogów–Rawa–Biała.